# Pseudonupserha neavei
Pseudonupserha neavei là một loài bọ cánh cứng trong họ Cerambycidae.